# Acropora parahemprichii
Acropora parahemprichii е вид корал от семейство Acroporidae.

## Разпространение
Видът е разпространен в Индонезия.

## Описание
Популацията на вида е намаляваща.